# Henry Robinson Luce
Henry Robinson Luce (Penglai, 3 aprile 1898 – Phoenix, 28 febbraio 1967) è stato un giornalista e editore statunitense, creatore del giornalismo illustrato moderno.

## Biografia
Luce nacque a Penglai, Cina, il 3 aprile 1898, figlio di Elizabeth Middleton e Henry Winters Luce, un missionario presbiteriano. Studiò cinese e inglese presso le China Inland Mission Chefoo School.
All'età di 15 anni, andò negli USA presso la Hotchkiss School nel Connecticut, dove pubblicò Hotchkiss Literary Monthly. Fu qui che incontrò Briton Hadden, che divenne suo amico per tutta la vita. A quel tempo, Hadden era il capo editore del giornale della scuola, e Luce un suo assistente. Entrambi andarono all'Università Yale, dove Hadden fu presidente e Luce managing editor del The Yale Daily News.
Luce fu membro della Alpha Delta Phi e Skull and Bones. Dopo il voto "most brilliant" della sua classe e la laurea nel 1920, andò con Hadden all'Università di Oxford, dove studiò storia, e poi divenne cab reporter del Chicago Daily News. Nel dicembre 1921 Luce si riunì a Hadden lavorando per il The Baltimore News.

### Riviste
Luce ha dato alla stampa periodica un'autorevolezza e una diffusione impensabili prima di lui, e ha rinnovato la tecnica giornalistica in ogni settore dell'informazione. Le sue idee fondamentali erano già evidenti nei primi numeri di Time, periodico che ha fondato assieme a Briton Hadden nel 1923. Il carattere narrativo, tutto fatti, degli articoli; la ricchezza di aneddoti e di particolari coloriti; i brevi ritratti psicologici dei personaggi; le didascalie rapide e provocanti sotto le illustrazioni; sono tecniche usate per la prima vota da Time, ed entrate da allora nell'uso comune dei periodici, dei quotidiani, delle agenzie di stampa.
Luce adottò per la prima volta con Time anche una tecnica organizzativa, il giornalismo di gruppo, per dare il massimo di informazione nel minimo di spazio. Corrispondenti ed inviati facevano monumentali ricerche e mandavano lunghi reportage per veder pubblicate 50 o 100 righe riscritte, anzi distillate, dai loro colleghi in sede. Un metodo a cui era penoso abituarsi, ma che diede risultati straordinari. Lo stile di Time, soprattutto quello dei primi tempi, suscitò un enorme scalpore e le critiche indignate dei puristi, ma stimolò il piacere di leggere, incuriosì e divertì il pubblico. Era uno stile pieno di neologismi, che con snobismo univa lo slang col più improbabile linguaggio letterario, e faceva uso di una sintassi classicheggiante, eterodossa e volutamente impropria.
A Time seguirono nel 1930 Fortune, mensile di economia e finanza, nel 1936 Life, che fondava il suo richiamo sui grandi servizi fotografici e che è stata un modello per tutte le riviste analoghe nel mondo; e, dopo la seconda guerra mondiale, Sports Illustrated.
Tutte queste pubblicazioni hanno tirature milionarie e molte riviste in giro per il mondo ne hanno adottato lo stile.
Politicamente, Luce si definiva repubblicano, protestante e fautore dell'iniziativa privata e, come giornalista ed editore, ha difeso queste posizioni per tutta la vita.